# Мисс США 1971
Мисс США 1971 (англ. Miss USA 1971) — 20-й конкурс красоты Мисс США прошедший 22 мая 1971 года, в Майами, Флорида. Победительницей конкурса стала Мишель Макдональд из штата Пенсильвания.

## Результаты
| Итоговое место | Участница |
| -------------- | --- |
| Мисс США 1971  | - Пенсильвания — Мишель Макдональд |
| 1-я Вице Мисс  | - Техас — Бренда Бокс |
| 2-я Вице Мисс  | - Аризона — Сюзанна Поттенджер |
| 3-я Вице Мисс  | - Миссури — Нэнси Рич |
| 4-я Вице Мисс  | - Кентукки — Патрисия Барнстейбл |
| Полуфиналистки | - Калифорния — Карин Моррелл - Вашингтон (округ Колумбия) — Сюзанна Плюскоски - Флорида — Сьюзан Дитон - Мэриленд — Кэрол Тайс - Мичиган — Пэт Гланнан - Вермонт — Сандра Тафт - Виргиния — Бренда Миллер |

### Специальные награды
| Award                | Contestant                 |
| -------------------- | -------------------------- |
| Мисс Конгениальность | - Колорадо – Дайана Кноуб  |
| Мисс Фотогеничность  | - Виргиния – Бренда Миллер |

## Штаты-участницы
| - Алабама – Рене Смит - Аляска – Кэтрин Хартман - Аризона – Сюзанна Поттенджер - Арканзас – Паула Кейт - Калифорния – Карин Моррелл - Колорадо – Дайан Кнауб - Коннектикут – Дайан Турецки - Делавэр – Нанетт Крист - Вашингтон (округ Колумбия) – Сюзанна Плюскоски - Флорида – Сьюзан Дитон - Джорджия – Дженни Эндрюс - Гавайи – Дебора Гибсон - Айдахо – Кристин Риордан - Иллинойс – Полетт Брин - Индиана – Дебора Даунхаур - Айова – Синди Хелмерс - Канзас – Нэнси Бишоп - Кентукки – Патрисия Барнстейбл - Луизиана – Дайан Рисенштейн - Мэн – Рут МакКлири - Мэриленд – Кэрол Тайс - Массачусетс – Эйприл Доу - Мичиган – Пэт Гланнан - Миннесота – Ширли Киттлсон - Миссисипи – Джейни Гиллис - Миссури – Нэнси Рич | - Монтана – Ребекка Томас - Небраска – Лола Батлер - Невада – Анита Лори - Нью-Гэмпшир – Джейн Ларош - Нью-Джерси – Бренда Уайт - Нью-Мексико – Дебби Клэри - Нью-Йорк – Барбара Лопес - Северная Каролина – Мэри Рудрофф - Северная Дакота – Джоан Энгель - Огайо – Карен Хаус - Оклахома – Ким Хардести - Орегон – Конни Ост - Пенсильвания – Мишель Макдональд - Род-Айленд – Лори Стал - Южная Каролина – Юнис Кэмпбелл - Южная Дакота – Соня Харт - Теннесси – Сью Коллинз - Техас – Бренда Бокс - Юта – Джанет Монтгомери - Вермонт – Сандра Тафт - Виргиния – Бренда Миллер - Вашингтон – Кристин МакКомб - Западная Виргиния – Пегги Теннант - Висконсин – Памела Мартин - Вайоминг – Кей Хитон |